# Гриф чорний (срібна монета)
«Гриф чо́рний» — срібна пам'ятна монета номіналом десять гривень, випущена Національним банком України. Присвячена грифу чорному (Aegypius monachus) (ряд — Соколоподібні, родина — Яструбові) — єдиному виду роду, який гніздиться в Україні тільки в Південному Криму. Ареал виду охоплює Південну Європу та Азію (гірські райони). Грифа чорного включено до Червоної книги України та Європейського Червоного списку.
Монету введено в обіг 26 травня 2008 року. Вона належить до серії «Флора і фауна».

## Опис монети та характеристики
| Номінал грн. | Метал            | Маса, грам   | Діаметр, мм. | Якість виготовлення | Гурт     | Тираж, штук |
| ------------ | ---------------- | ------------ | ------------ | ------------------- | -------- | ----------- |
| 10           | срібло 925 проби | 31,1 / 33,62 | 38,61        | пруф                | рифлений | 7 000       |

### Аверс
На аверсі монети в обрамленні вінка, утвореного із зображень окремих видів флори і фауни, розміщено малий Державний Герб України та написи: «НАЦІОНАЛЬНИЙ»/ «БАНК»/ «УКРАЇНИ»/ «10»/ «ГРИВЕНЬ»/ «2008», а також позначення металу та його проби — Ag 925, маси в чистоті — 31,1, крім того, логотип Монетного двору Національного банку України.

### Реверс

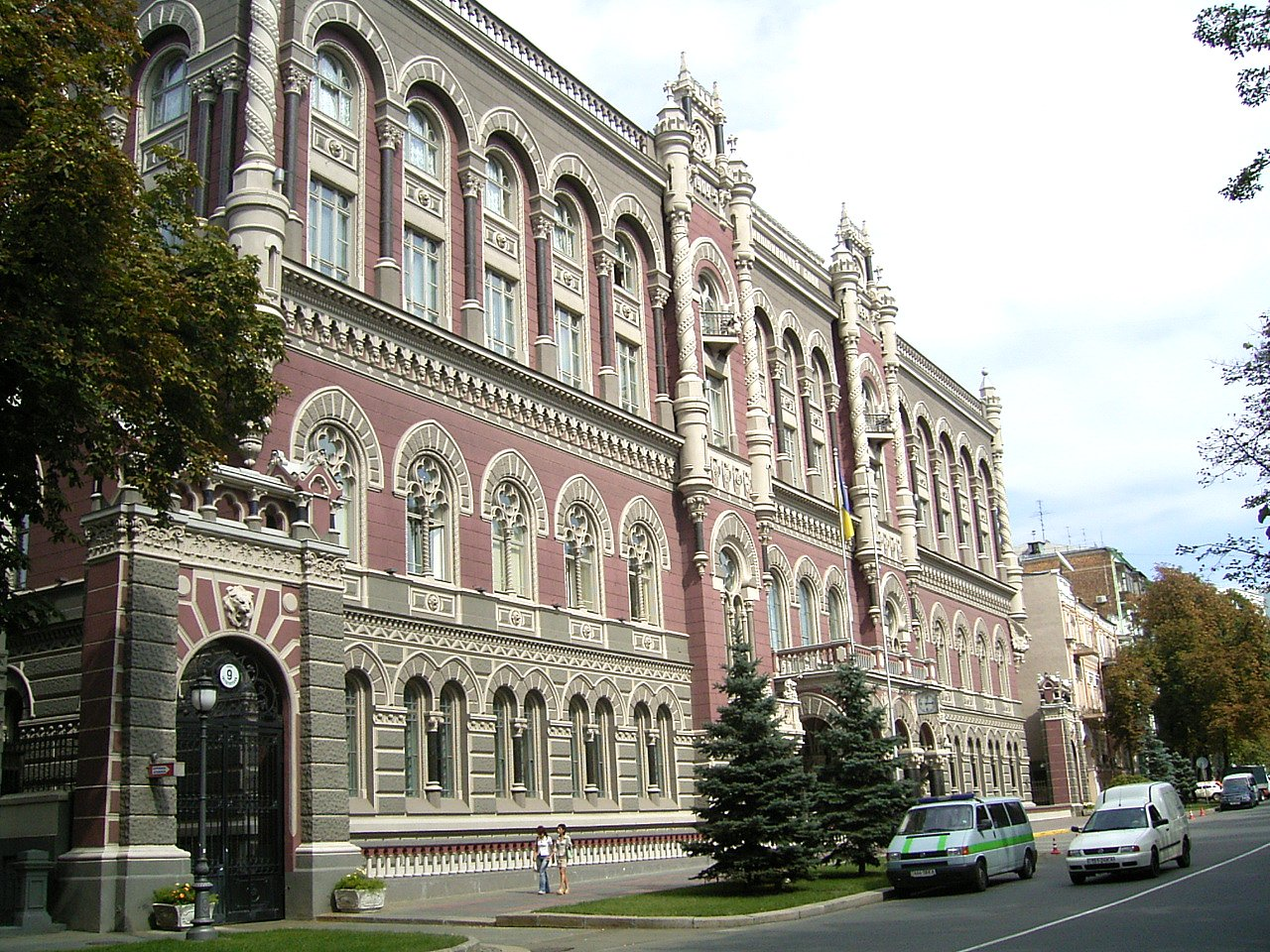
Будівля Національного банку України

На реверсі монети зображено грифа з пташеням у гнізді та півколом розміщено написи: «AEGYPIUS MONACHUS» (угорі) та «ГРИФ ЧОРНИЙ» (унизу).

## Автори
- Художник — Дем'яненко Володимир.
- Скульптор — Дем'яненко Володимир.

## Вартість монети
Ціна монети — 575 гривень була вказана на сайті НБУ в 2013 році.
Фактична приблизна вартість монети з роками змінювалася так:
| Рік        | 2010 | 2011 | 2012 | 2013 | 2014 | 2015 | 2016 | 2017 | 2018 | 2019 | 2020 | 2021  | 2022  | 2023  | 2024  | 2025  |
| ---------- | ---- | ---- | ---- | ---- | ---- | ---- | ---- | ---- | ---- | ---- | ---- | ----- | ----- | ----- | ----- | ----- |
| Ціна, грн. | 370  | 450  | 600  | 600  | 475  | 550  | 700  | 780  | 750  | 770  | 760  | 1 050 | 1 300 | 1 950 | 2 400 | 2 900 |